# العقبة (كحلان)

تعديل مصدري - تعديل

(العقبة) محلة تابعة لقرية الصبار، التابعة لعزلة كحلان بمديرية الرضمة إحدى مديريات محافظة إب في الجمهورية اليمنية.، بلغ تعداد سكانها 140 حسب تعداد اليمن لعام 2004.